# تشاتاكوا (نيويورك)
تشاتاكوا (بالإنجليزية: Chautauqua, New York)‏ هي بلدة أمريكية تقع في الولايات المتحدة في مقاطعة تشاتاقوا، نيويورك. يقدر عدد سكانها بـ 4,464 نسمة ومساحتها 174.3 كم2 وترتفع عن سطح البحر 409 متر.

## أعلام
- ليزلي كارتر